# Walden 2
Walden dos (en anglès, Walden Two) és una novel·la de ciència-ficció escrita pel psicòleg conductista Burrhus Frederic Skinner. És l'única novel·la escrita per aquest científic i amb aquesta va voler difondre els principis del conductisme.
Parteix de l'experiència narrada per H. D. Thoreau en el relat Walden, o la vida als boscos, en què explica l'experiència del retir que va realitzar durant dos anys prop d'un estany del bosc de Concord (Massachusetts), anomenat Walden. Allà hi visqué en aïllament i va gaudir de la natura, apartat d'una civilització industrial que, segons la seva pròpia expressió, “converteix l'ésser humà en instrument dels seus propis instruments”.
Walden dos és una utopia construïda d'acord amb els últims avenços científics, especialment en el camp de la psicologia i de la psicologia social. És una obra polèmica, ja que planteja, a fons i sense prejudicis, temes punyents com la crisi de la família, el problema de la llibertat, la viabilitat de la democràcia i d'altres, adoptant, la majoria de les vegades, postures revolucionàries. És una novel·la que obliga a pensar, a replantejar-se des d'una nova perspectiva problemes que afecten vitalment totes les persones.